# Gusino (sieło w rejonie krasninskim)
Gusino (ros. Гусино) – wieś (ros. село, trb. sieło) w zachodniej Rosji, w osiedlu wiejskim Gusinskoje rejonu krasninskiego w obwodzie smoleńskim.

## Geografia
Miejscowość położona jest nad Dnieprem i jego dopływem Gusinką, przy drodze federalnej R135 (Smoleńsk – Krasnyj – Gusino), 4 km od drogi magistralnej M1 «Białoruś», 2,5 km od stacji kolejowej Gusino, 2 km od centrum administracyjnego osiedla wiejskiego (dieriewnia Gusino), 16 km od centrum administracyjnego rejonu (Krasnyj), 43 km od Smoleńska.
W granicach miejscowości znajduje się ulica Piesocznaja.

## Demografia
W 2010 r. miejscowość zamieszkiwały 43 osoby.